# Нижняя Манява
Ни́жняя Маня́ва (баш. Түбәнге Мәнәү) — хутор в Белорецком районе Башкортостана Российской Федерации России. Входит в состав Инзерского сельсовета.

## Топоним
Название Нижняя Манява соотносится с ойконимом Верхняя Манява, соседней деревней. 
На башкирском языке баш. «түбәнге» буквально нижний, баш. «мәнәү» —  название реки Манява .

## География

### Географическое положение
Расстояние до:
- районного центра (Белорецк): 58 км,
- центра сельсовета (Инзер): 55 км,
- ближайшей ж.-д. станции (Юша): 9 км.

## История
До 1 января 1996 года относился к упраздненному Татлинскому сельсовету.

## Население
| 2002 | 2009 | 2010 |
| ---- | ---- | ---- |
| 6    | ↗7   | ↘6   |

Национальный состав
Согласно переписи 2002 года, преобладающая национальность — русские (100 %).

## Инфраструктура
Личное подсобное хозяйство с зоной сельскохозяйственного использования, индивидуальная застройка усадебного типа.